# Partecipanti alla Quattro Giorni di Dunkerque 2023
Elenco dei partecipanti alla Quattro Giorni di Dunkerque 2023.
La Quattro Giorni di Dunkerque 2023 è stata la sessantasettesima edizione della corsa. Alla competizione presero parte venti squadre: otto con licenza UCI World Tour 2023, otto UCI ProTeam e quattro UCI Continental Team.
Ciascuna delle squadre è composta da sette ciclisti, per un totale di 140 ciclisti accreditati alla partenza.

## Corridori per squadra
Nota: R ritirato, NP non partito, FT fuori tempo, SQ squalificato
| Lotto Dstny                 | Lotto Dstny                 | Lotto Dstny                 | AG2R Citroën Team                 | AG2R Citroën Team                 | AG2R Citroën Team                 | Groupama-FDJ            | Groupama-FDJ            | Groupama-FDJ            |
| --------------------------- | --------------------------- | --------------------------- | --------------------------------- | --------------------------------- | --------------------------------- | ----------------------- | ----------------------- | ----------------------- |
| N°                          | Ciclista                    | Clas.                       | N°                                | Ciclista                          | Clas.                             | N°                      | Ciclista                | Clas.                   |
| 1                           | Arnaud De Lie               | NP2ª                        | 11                                | Greg Van Avermaet                 | 13°                               | 21                      | Lewis Askey             | 32°                     |
| 2                           | Cédric Beullens             | 11°                         | 12                                | Benoît Cosnefroy                  | NP6ª                              | 22                      | Romain Grégoire         | 1°                      |
| 3                           | Axel De Lie                 | 101°                        | 13                                | Oliver Naesen                     | 18°                               | 23                      | Olivier Le Gac          | 33°                     |
| 4                           | Sébastien Grignard          | 53°                         | 14                                | Valentin Retailleau               | 65°                               | 24                      | Enzo Paleni             | 67°                     |
| 5                           | Arjen Livyns                | 17°                         | 15                                | Antoine Raugel                    | 25°                               | 25                      | Paul Penhoët            | 19°                     |
| 6                           | Rüdiger Selig               | 46°                         | 16                                | Marc Sarreau                      | 82°                               | 26                      | Samuel Watson           | 10°                     |
| 7                           | Brent Van Moer              | 5°                          | 17                                | Bastien Tronchon                  | R 5ª                              | 27                      | Bram Welten             | 72°                     |
| Cofidis                     | Cofidis                     | Cofidis                     | Intermarché-Circus-Wanty          | Intermarché-Circus-Wanty          | Intermarché-Circus-Wanty          | Team Arkéa-Samsic       | Team Arkéa-Samsic       | Team Arkéa-Samsic       |
| N°                          | Ciclista                    | Clas.                       | N°                                | Ciclista                          | Clas.                             | N°                      | Ciclista                | Clas.                   |
| 31                          | Benjamin Thomas             | 16°                         | 41                                | Gerben Thijssen                   | 66°                               | 51                      | Hugo Hofstetter         | 38°                     |
| 32                          | Piet Allegaert              | 59°                         | 42                                | Adrien Petit                      | 70°                               | 52                      | Louis Barré             | NP5ª                    |
| 33                          | Victor Lafay                | R 5ª                        | 43                                | Axel Huens                        | 45°                               | 53                      | Anthony Delaplace       | 14°                     |
| 34                          | Christophe Noppe            | 94°                         | 44                                | Kevin Kuhn                        | 62°                               | 54                      | Daniel McLay            | NP4ª                    |
| 35                          | Alexis Renard               | 7°                          | 45                                | Julius Johansen                   | 49°                               | 55                      | Kévin Ledanois          | NP4ª                    |
| 36                          | Jelle Wallays               | 93°                         | 46                                | Boy van Poppel                    | 85°                               | 56                      | Laurent Pichon          | 15°                     |
| 37                          | Max Walscheid               | 60°                         | 47                                | Loïc Vliegen                      | 22°                               | 57                      | Mathis Le Berre         | 52°                     |
| TotalEnergies               | TotalEnergies               | TotalEnergies               | Jumbo-Visma                       | Jumbo-Visma                       | Jumbo-Visma                       | Soudal Quick-Step       | Soudal Quick-Step       | Soudal Quick-Step       |
| N°                          | Ciclista                    | Clas.                       | N°                                | Ciclista                          | Clas.                             | N°                      | Ciclista                | Clas.                   |
| 61                          | Peter Sagan                 | 8°                          | 71                                | Olav Kooij                        | 4°                                | 81                      | Tim Merlier             | 35°                     |
| 62                          | Maciej Bodnar               | 84°                         | 72                                | Mick van Dijke                    | 30°                               | 82                      | Kasper Asgreen          | 2°                      |
| 63                          | Lorrenzo Manzin             | 76°                         | 73                                | Loe van Belle                     | 36°                               | 83                      | Jannik Steimle          | 73°                     |
| 64                          | Daniel Oss                  | 58°                         | 74                                | Jos van Emden                     | 26°                               | 84                      | Bert Van Lerberghe      | 47°                     |
| 65                          | Geoffrey Soupe              | 56°                         | 75                                | Timo Roosen                       | 50°                               | 85                      | Stan Van Tricht         | 39°                     |
| 66                          | Anthony Turgis              | R 6ª                        | 76                                | Tosh Van Der Sande                | 41°                               | 86                      | Ethan Vernon            | 6°                      |
| 67                          | Paul Ourselin               | 31°                         | 77                                | Per Strand Hagenes                | 9°                                | 87                      | Lars Craps              | 96°                     |
| Astana Qazaqstan Team       | Astana Qazaqstan Team       | Astana Qazaqstan Team       | Team Flanders-Baloise             | Team Flanders-Baloise             | Team Flanders-Baloise             | Bingoal WB              | Bingoal WB              | Bingoal WB              |
| N°                          | Ciclista                    | Clas.                       | N°                                | Ciclista                          | Clas.                             | N°                      | Ciclista                | Clas.                   |
| 91                          | Cees Bol                    | 3°                          | 101                               | Alex Colman                       | 63°                               | 111                     | G. Van Keirsbulck       | 78°                     |
| 92                          | Gleb Syrica                 | NP2ª                        | 102                               | Noah Vandenbranden                | R 5ª                              | 112                     | Cériel Desal            | 71°                     |
| 93                          | Evgenij Gidič               | 83°                         | 103                               | Lindsay De Vylder                 | 79°                               | 113                     | Matteo Malucelli        | 87°                     |
| 94                          | Gleb Brusenskij             | 40°                         | 104                               | Gilles De Wilde                   | 92°                               | 114                     | Julian Mertens          | 42°                     |
| 95                          | Jurij Natarov               | 103°                        | 105                               | Tuur Dens                         | 104°                              | 115                     | Ludovic Robeet          | 34°                     |
| 96                          | Dmitrij Gruzdev             | 55°                         | 106                               | Milan Fretin                      | 68°                               | 116                     | Luca Van Boven          | 21°                     |
| 97                          | Igor' Čžan                  | NP5ª                        | 107                               | Aaron Van Poucke                  | 57°                               | 117                     | Karl Patrick Lauk       | R 1ª                    |
| Human Powered Health        | Human Powered Health        | Human Powered Health        | Uno-X Pro Cycling Team            | Uno-X Pro Cycling Team            | Uno-X Pro Cycling Team            | Equipo Kern Pharma      | Equipo Kern Pharma      | Equipo Kern Pharma      |
| N°                          | Ciclista                    | Clas.                       | N°                                | Ciclista                          | Clas.                             | N°                      | Ciclista                | Clas.                   |
| 121                         | Chad Haga                   | R 6ª                        | 131                               | Lasse Norman Leth                 | 80°                               | 141                     | Martí Márquez           | R 5ª                    |
| 122                         | Stanisław Aniołkowski       | 64°                         | 132                               | Erlend Blikra                     | 89°                               | 142                     | Eugenio Sánchez         | R 6ª                    |
| 123                         | Alan Banaszek               | R 6ª                        | 133                               | Erik Resell                       | 27°                               | 143                     | Ibon Ruiz               | R 6ª                    |
| 124                         | Pier-André Côté             | 20°                         | 134                               | Niklas Larsen                     | 88°                               | 144                     | Danny van der Tuuk      | 75°                     |
| 125                         | Gage Hecht                  | R 6ª                        | 135                               | Anthon Charmig                    | 23°                               | 145                     | Urko Berrade            | 69°                     |
| 126                         | Benjamin Perry              | NP2ª                        | 136                               | William Blume Levy                | R 6ª                              | 146                     | Iñigo Elosegui          | R 5ª                    |
| 127                         | Barnabás Peák               | NP2ª                        | 137                               | Jonas Abrahamsen                  | 91°                               | 147                     | Pau Miquel              | 48°                     |
| Bolton Equities Black Spoke | Bolton Equities Black Spoke | Bolton Equities Black Spoke | Van Rysel-Roubaix Lille Metropole | Van Rysel-Roubaix Lille Metropole | Van Rysel-Roubaix Lille Metropole | St Michel-Mavic-Auber93 | St Michel-Mavic-Auber93 | St Michel-Mavic-Auber93 |
| N°                          | Ciclista                    | Clas.                       | N°                                | Ciclista                          | Clas.                             | N°                      | Ciclista                | Clas.                   |
| 151                         | Aaron Gate                  | 51°                         | 161                               | Thomas Boudat                     | R 6ª                              | 171                     | Rudy Barbier            | R 2ª                    |
| 152                         | Logan Currie                | 12°                         | 162                               | Samuel Leroux                     | 44°                               | 172                     | Romain Cardis           | 28°                     |
| 153                         | Ollie Jones                 | 77°                         | 163                               | Rait Ärm                          | 43°                               | 173                     | Nic. Debeaumarché       | R 6ª                    |
| 154                         | Luke Mudgway                | 86°                         | 164                               | Norman Vahtra                     | 97°                               | 174                     | Théo Delacroix          | NP2ª                    |
| 155                         | Mark Stewart                | NP3ª                        | 165                               | Maxime Jarnet                     | 54°                               | 175                     | Joris Delbove           | R 6ª                    |
| 156                         | Thomas Sexton               | 100°                        | 166                               | Valentin Tabellion                | 74°                               | 176                     | Flavien Maurelet        | 24°                     |
| 157                         | James Oram                  | 99°                         | 167                               | Kenny Molly                       | 61°                               | 177                     | Morné Van Niekerk       | 90°                     |
| Nice Métropole Côte d'Azur  | Nice Métropole Côte d'Azur  | Nice Métropole Côte d'Azur  | CIC U Nantes Atlantique           | CIC U Nantes Atlantique           | CIC U Nantes Atlantique           |                         |                         |                         |
| N°                          | Ciclista                    | Clas.                       | N°                                | Ciclista                          | Clas.                             |                         |                         |                         |
| 181                         | Jonathan Couanon            | 29°                         | 191                               | Pierre Barbier                    | 95°                               |                         |                         |                         |
| 182                         | Damien Girard               | R 6ª                        | 192                               | Enzo Boulet                       | 102°                              |                         |                         |                         |
| 183                         | Paul Hennequin              | R 5ª                        | 193                               | Lucas Bourgoyne                   | R 4ª                              |                         |                         |                         |
| 184                         | Julian Lino                 | 98°                         | 194                               | Rasmus S. Pedersen                | 81°                               |                         |                         |                         |
| 185                         | Jean-Louis Le Ny            | R 5ª                        | 195                               | Maël Guégan                       | 37°                               |                         |                         |                         |
| 186                         | Andrea Mifsud               | R 5ª                        | 196                               | Nolann Mahoudo                    | NP5ª                              |                         |                         |                         |
| 187                         | Axel Zuccarelli             | R 5ª                        | 197                               | Emmanuel Morin                    | R 5ª                              |                         |                         |                         |